# Pseudodiaptomus aurivillii
Pseudodiaptomus aurivillii is een eenoogkreeftjessoort uit de familie van de Pseudodiaptomidae. De wetenschappelijke naam van de soort is voor het eerst geldig gepubliceerd in 1901 door Cleve.